# Roestnekdikbekje
Het roestnekdikbekje (Sporophila collaris) is een zangvogel uit de familie Thraupidae (tangaren).

## Verspreiding en leefgebied
Deze soort telt 3 ondersoorten:
- S. c. ochrascens: van Bolivia tot het zuidelijke deel van Centraal-Brazilië.
- S. c. collaris: oostelijk Brazilië.
- S. c. melanocephala: zuidwestelijk Brazilië, Paraguay en noordelijk Argentinië, ook zuidoostelijk Brazilië en Uruguay.